# Катинський музей
52°15′40″ пн. ш. 21°00′17″ сх. д. / 52.261006367624° пн. ш. 21.004689634917° сх. д.
Катинський музей (пол. Muzeum Katyńskie) — історичний музей у місті Варшава у Польщі, експозиції якого присвячено історії масового вбивства польських громадян на території Росії, України та Білорусії, спланованого керівництвом СРСР та здійсненого співробітниками НКВС СРСР. Заснований 29 червня 1993 року. Є філією музею Війська польського. Розташований біля Варшавської цитаделі. Очолює музей Славомир Фронтчак.

## Інтернет-ресурси
- Strona Muzeum Katyńskiego